# Villarzel
Villarzel é uma comuna da Suíça, situada no distrito de Broye-Vully, no cantão de Vaud. Tem 7,66 km² de área e sua população em 2018 foi estimada em 446 habitantes.